# جائزة بريطانيا الكبرى 1984
جائزة بريطانيا الكبرى 1984 هو سباق فورمولا 1 أقيم بتاريخ 22 يوليو 1984 في كنت، بريطانيا العظمى. كان العاشر من أصل 16 في بطولة العالم لسباقات الفورمولا واحد موسم 1984. حلّ النمساوي نيكي لاودا أولا بينما جاء البريطاني ديريك وارويك في المركز الثاني وحصل على المركز الثالث البرازيلي آيرتون سينا.